# Wybory powszechne w Peru w 2011 roku
Wybory powszechne w Peru w 2011 roku – wybory na urząd prezydenta Peru oraz wybory do Kongresu Republiki Peru zorganizowane 10 kwietnia 2011.
W pierwszej turze wyborów prezydenckich najwięcej głosów uzyskał Ollanta Humala (31,7%) oraz Keiko Fujimori (23,6%). W drugiej turze głosowania 5 czerwca 2011 Humalla wygrał z Fujimoru, zdobywając 51,55% głosów. W wyborach parlamentarnych najwięcej mandatów uzyskały koalicje popierające Humallę oraz Fujimori. Zdobyły one odpowiednio 47 i 37 mandatów w 130-osobowym Kongresie Republiki Peru.

## Organizacja wyborów i kandydaci
Peruwiański parlament oraz prezydent, zgodnie z konstytucją, wybierani są na 5-letnią kadencję. Prezydent nie może ubiegać się o kolejną kadencję bezpośrednio po zakończeniu poprzedniej. Poprzednie wybory powszechne odbyły się 9 kwietnia 2006. W czasie głosowania w 2011 obywatele dokonywali wyboru prezydenta, pierwszego i drugiego wiceprezydenta (na liście razem z prezydentem), 130 deputowanych do Kongresu Republiki Peru oraz 5 deputowanych do Parlamentu Andyjskiego, ciała Andyjskiego Wspólnego Rynku.
Do udziału w wyborach prezydenckich zarejestrowanych zostało 11 kandydatów, każdy razem z dwoma kandydatami na stanowiska wiceprezydentów. Największe szanse na wygraną miało pięciu kandydatów: 
- Ollanta Humala, reprezentujący koalicję Gana Perú oraz Peruwiańską Partię Nacjonalistyczną, były wojskowy i kandydat z wyborów w 2006
- Keiko Fujimori, reprezentująca partię Siła 2011, córka byłego prezydenta Alberto Fujimoriego, Pierwsza dama w latach 1994–2000 i deputowana do parlamentu
- Pedro Pablo Kuczynski, reprezentujący koalicję Alianza por el Gran Cambio, premier w latach 2005–2006
- Alejandro Toledo, reprezentujący partię Perú Posible, prezydent kraju w latach 2001–2006, były minister finansów
- Luis Castañeda, reprezentujący partię Solidaridad Nacional, alkad Limy w latach 2003–2010

Peruwiańska Partia Apristowska (APRA), partia urzędującego prezydenta Alana Garcíi, nie wysunęła własnego kandydata, udzielając poparcia kandydaturze Kuczynskiego.

## Kampania wyborcza

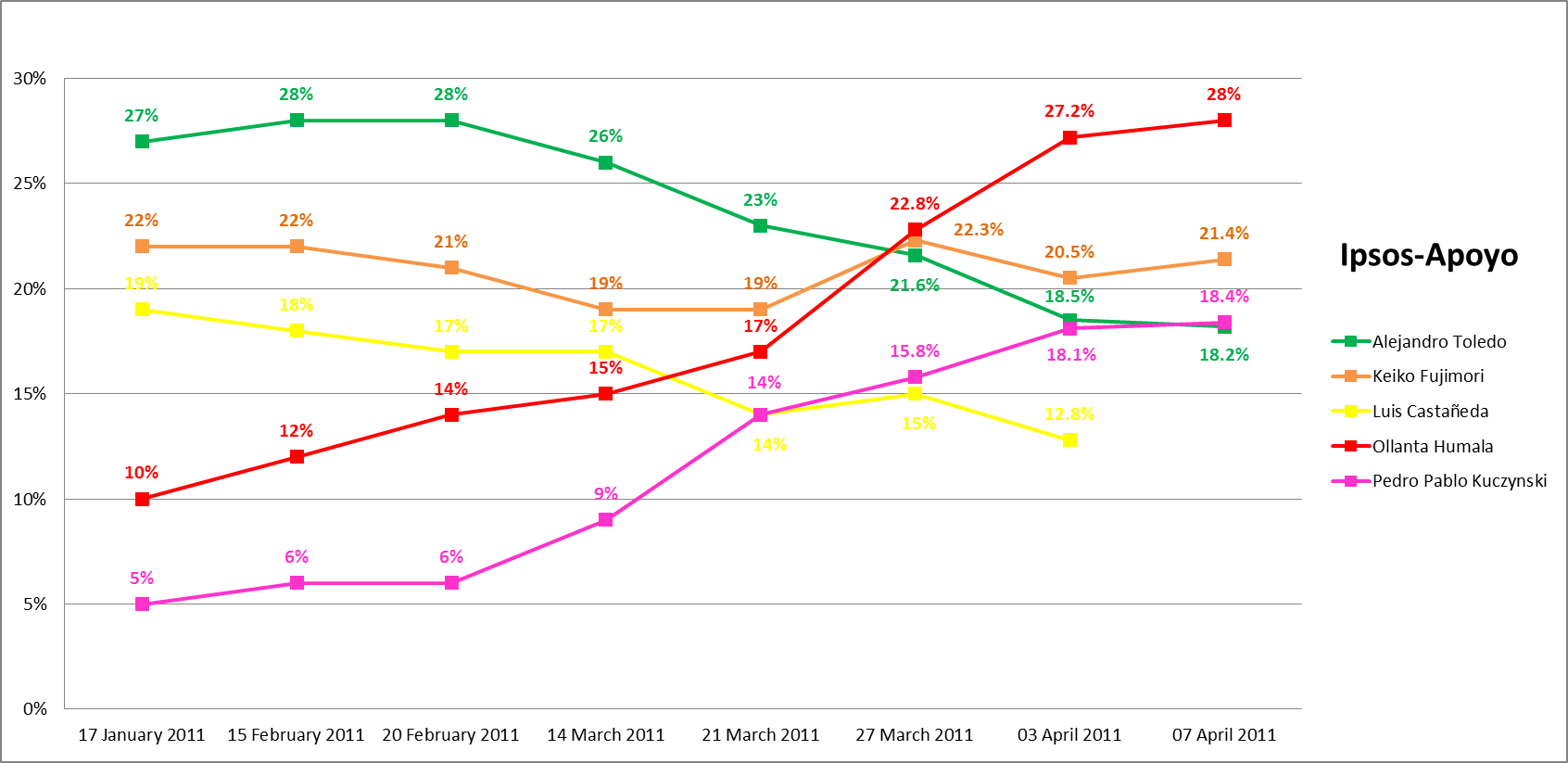
Sondaże przedwyborcze, styczeń-kwiecień 2011

Głównymi tematami kampanii wyborczej była kwestia redukcji sięgającego 35% wskaźnika ubóstwa w społeczeństwie oraz utrzymanie stabilnego wzrostu gospodarczego z poprzednich lat. Główni kandydaci do urzędu szefa państwa przedstawili swoje programy wyborcze.
Ollanta Humala, występujący w czasie wyborów w 2006 jako zwolennik radykalnych poglądów i bliski przyjaciel Hugo Cháveza, przyjął bardziej umiarkowaną postawę. Dalej odwoływał się do najuboższego elektoratu, jednak zrezygnował z części swoich wcześniejszych postulatów. Deklarował poszanowanie dla niezależności banku centralnego oraz respektowanie porozumienia o wolnych handlu ze Stanami Zjednoczonymi. Opowiadał się za wzmocnieniem roli państwa w gospodarce, w tym w takich sektorach jak przemysł wydobywczy, a także głosił konieczność zwiększenia podatku od dochodów dla zagranicznych firm działających w tym sektorze. Uzyskane w ten sposób dochody chciał redystrybuować pośród najuboższych. Zobowiązał się do zwiększenia wydatków na cele społeczne, w tym edukację i służbę zdrowia.
Keiko Fujimori w czasie kampanii odwoływała się do polityki swego ojca. Podkreślała jego zasługi w walce z partyzantami ze Świetlistego Szlaku, a także sukcesy w polityce gospodarczej, jak niedopuszczenie do hiperinflacji i kryzysu gospodarczego. Opowiadała się za polityką wolnego rynku, uproszczeniem przepisów podatkowych i zmniejszeniem kosztów prowadzenia działalności gospodarczej, a także za zdecydowaną walką z przestępczością, w tym podwyższeniem kar dla przestępców i budowę nowych więzień. W kwestiach społecznych deklarowała wolę poszerzenia ubezpieczenia zdrowotnego, poprawę warunków mieszkaniowych i sanitarnych oraz zwiększenie inwestycji w najbiedniejszych regionach kraju. Według jej przeciwników politycznych i części komentatorów, jednym z jej powodów startu miało być ułaskawienie ojca skazanego na 25 lat pozbawienia wolności za korupcję i łamanie praw człowieka.
Pedro Pablo Kuczynski, były urzędnik w Banku Światowym i minister finansów, postrzegany był jako kandydat klasy średniej i bogatszych obywateli kraju. Jako potomek niemieckich migrantów i małżonek obywatelki USA, przez wiele przebywał poza krajem. W czasie kampanii zrezygnował z amerykańskiego obywatelstwa. Opowiadał się za liberalną polityką gospodarczą, decentralizacją władzy na rzecz samorządów lokalnych, obniżeniem podatków, a także wzrostem nakładów na edukację i poprawą bezpieczeństwa w kraju.
Alejandro Toledo, odwołujący się do swego indiańskiego pochodzenia, z jednej strony postulował konieczność ochrony najuboższych, a z drugiej bronił swojej polityki wolnego rynku (m.in. porozumienie z USA) i zwiększania poziomu inwestycji zagranicznych w latach 2001–2006. Proponował wprowadzenie związków partnerskich dla par jednopłciowych. Choć przez pewien czas prowadził w sondażach wyborczych, stracił poparcie części biedniejszego elektoratu na rzecz Humali, a części bogatszych warstw społeczeństwa na rzecz Kuczynskiego.
Luis Castañeda w czasie kampanii wyborczej odwoływał się do swoich sukcesów jako burmistrza stolicy, w tym realizacji wielu projektów infrastrukturalnych. W początkowej fazie kampanii w 2010 posiadał przewagę nad rywalami, jednak gdy nowe władze Limy zarzuciły mu przepłacenie za wiele inwestycji miejskich i ich słabe wykonanie, czemu ten zaprzeczył, jego notowania zaczęły spadać.

## Wybory prezydenckie
W pierwszej turze wyborów 4 kwietnia 2011 najwięcej głosów uzyskał Ollanta Humala (31,7%), a następnie Keiko Fujimori (23,6%), Pedro Pablo Kuczynski (18,5%), Alejandro Toledo (15,6%) oraz Luis Castañeda (9,83%). Ponieważ żaden z kandydatów nie uzyskał ponad 50% głosów, 5 czerwca 2011 przeprowadzona zostanie druga tura wyborów.

Wyniki I tury wyborów prezydenckich według regionów: kolor czerwony i różowy – zwycięstwo Humali, pomarańczowy – zwycięstwo Fujimori, fioletowy – zwycięstwo Kuczynskiego, zielony – zwycięstwo Toledo

- Szczegółowe wyniki pierwszej tury wyborów prezydenckich:

| Kandydat               | Kandydat                 | Partia polityczna                   | Liczba głosów | %      |
| ---------------------- | ------------------------ | ----------------------------------- | ------------- | ------ |
|                        | Ollanta Humala           | Peruwiańska Partia Nacjonalistyczna | 4 643 064     | 31,69% |
|                        | Keiko Fujimori           | Siła 2011                           | 3 449 595     | 23,55% |
|                        | Pedro Pablo Kuczynski    | Alianza por el Gran Cambio          | 2 711 450     | 18,51% |
|                        | Alejandro Toledo         | Perú Posible                        | 2 289 561     | 15,63% |
|                        | Luis Castañeda           | Solidaridad Nacional                | 1 440 143     | 9,83%  |
|                        | José Ñique de la Puente  | Partido Fonavista del Perú          | 37 011        | 0,25%  |
|                        | Ricardo Noriega          | Partido Despertar Nacional          | 21 574        | 0,15%  |
|                        | Rafael Belaúnde Aubry    | Partido Político Adelante           | 17 301        | 0,12%  |
|                        | Juliana Reymer           | Partido Fuerza Nacional             | 16 831        | 0,11%  |
|                        | Humberto Pinazo          | Justicia, Tecnología, Ecología      | 11 275        | 0,08%  |
|                        | Manuel Rodríguez Cuadros | Fuerza Social                       | 9 358         | 0,06%  |
| Głosy puste i nieważne | Głosy puste i nieważne   | Głosy puste i nieważne              | 2 052 571     |        |
| Razem (frekwencja %)   | Razem (frekwencja %)     | Razem (frekwencja %)                | 16 699 734    | 100%   |
| Źródło:                |                          |                                     |               |        |

W drugiej turze wyborów 5 czerwca 2011 Ollanta Humala zdobył 51,55% głosów, wygrywając z Keiko Fujimori. Urząd prezydenta obejmie 28 lipca 2011.
| Kandydat                  | Kandydat                  | Partia polityczna                   | Liczba głosów | %      |
| ------------------------- | ------------------------- | ----------------------------------- | ------------- | ------ |
|                           | Ollanta Humala            | Peruwiańska Partia Nacjonalistyczna | 7 652 394     | 51,55% |
|                           | Keiko Fujimori            | Siła 2011                           | 7 191 042     | 48,45% |
| Głosy puste i nieważne    | Głosy puste i nieważne    | Głosy puste i nieważne              | 934 183       | 5,92%  |
| Razem (frekwencja 82,94%) | Razem (frekwencja 82,94%) | Razem (frekwencja 82,94%)           | 15 777 619    | 100%   |
| Źródło:                   |                           |                                     |               |        |

## Wybory parlamentarne
Do Kongresu Republiki Peru dostało się 6 partii bądź koalicji wyborczych. Najwięcej mandatów (47) uzyskała koalicja Gana Perú, skupiona wokół Peruwiańskiej Partii Nacjonalistycznej Ollanty Humali. Drugie miejsce, z wynikiem 37 mandatów, zdobyła partia Siła 2011 na czele z Keiko Fujimori. Koalicja Perú Posible byłego prezydenta Toleda zajęła trzecie miejsce, zdobywając 21 miejsc w parlamencie. Na kolejnych miejscach uplasowała się koalicja Alianza por el Gran Cambio (12 mandatów), koalicja Solidaridad Nacional (9 mandatów) oraz Peruwiańska Partia Apristowska odchodzącego prezydenta Alana Garcii (4 mandaty).
Do Parlamentu Andyjskiego dostało się dwóch przedstawicieli koalicji Gana Perú oraz po jednym z koalicji Siła 2011, Alianza por el Gran Cambio oraz Perú Posible.

Podział mandatów w parlamencie

- Szczegółowe wyniki wyborów parlamentarnych:

| Partia polityczna | Partia polityczna                    | Liczba głosów | %      | Liczba mandatów |
| ----------------- | ------------------------------------ | ------------- | ------ | --------------- |
|                   | Gana Perú                            | 3 245 003     | 25,27% | 47              |
|                   | Siła 2011                            | 2 948 781     | 22,97% | 37              |
|                   | Alianza Electoral Perú Posible       | 1 904 180     | 14,83% | 21              |
|                   | Alianza por el Gran Cambio           | 1 851 080     | 14,41% | 12              |
|                   | Alianza Solidaridad Nacional         | 1 311 766     | 10,22% | 9               |
|                   | Peruwiańska Partia Apristowska       | 825 030       | 6,42%  | 4               |
|                   | Cambio Radical                       | 347 475       | 2,70%  | 0               |
|                   | Fonavistas des Perú                  | 170 052       | 1,32%  | 0               |
|                   | Partido Descentralista Fuerza Social | 108 200       | 0,84%  | 0               |
|                   | Partido Político Adelante            | 42 276        | 0,33%  | 0               |
|                   | Partido Fuerza Nacional              | 37 633        | 0,29%  | 0               |
|                   | Partido Despertar Nacional           | 30 190        | 0,24%  | 0               |
|                   | Justicia, Tecnología, Ecología       | 17 478        | 0,14%  | 0               |
|                   | Razem                                | 12 839 144    | 100%   | 130             |
| Źródło:           |                                      |               |        |                 |